# Kecamatan Bantarkawung
Kecamatan Bantarkawung är ett distrikt i Indonesien.   Det ligger i provinsen Jawa Tengah, i den västra delen av landet, 250 km sydost om huvudstaden Jakarta.